# جلی کریسمس
جلی کریسمس مجموعه‌ای از آلبوم‌های زمستانی است که توسط هنرمندان کمپانی جلی‌فیش طی ۶ سال منتشر شد.

## تک آهنگ‌ها

### جلی کریسمس
در دسامبر ۲۰۱۰، هنرمندان جلی‌فیش همچون سونگ شی کیونگ، پارک هیو شین، سو این گوک، بریان جو، لیسا، پارک هاک کی، کیم هیونگ جونگ و کیون وو برای اولین بار دور هم گرد آمدند و آهنگی با نام «زمان کریسمس» در تاریخ ۶ دسامبر منتشر کردند.

### جلی کریسمس ۲۰۱۱
در دسامبر ۲۰۱۱، سونگ شی کیونگ، بریان جو، سو این گوک، پارک هاک کی، پارک جانگ هیون و هوانگ برای باری دیگر دور هم جمع شدند و آهنگی با عنوان «کریسمس برای همه» را در ۲ دسامبر منتشر کردند.

### جلی کریسمس ۲۰۱۲، پروژه قلب
هنرمندانی همچون سونگ شی کیونگ، پارک هیو شین، لی سوک هون، سو این گوک و ویکس آهنگی با عنوان «چون کریسمسه» را در ۵ دسامبر ۲۰۱۲ منتشر کردند و این آهنگ در چارت گائون در رتبه‌ی اول قرار گرفت و  به ارتش کره تقدیم شد.

### 겨울 고백 (جلی کریسمس ۲۰۱۳)
در دسامبر ۲۰۱۳، ویکس، سونگ شی کیونگ، پارک هیو شین، سو این گوک و لیتل سیسترز آهنگی را با عنوان «اعتراف زمستانه» در ۱۲ دسامبر ۲۰۱۳ بری این پروژه منتشر کردند. این آهنگ هم در صدر جدول چارت گائون قرار گرفت و موزیک ویدئویی از این آهنگ با بازی با شن و به‌طور انیمیشنی منتشر شد که روایت مهربانی و عشق است.

### جلی کریسمس ۲۰۱۵ – ۴랑
در ۱۵ دسامبر ۲۰۱۵ آهنگی با نام «عشق در هوا» توسط سو این گوک، ویکس، پارک جونگ آه و پارک یون ها منتشر شد. این آهنگ جایگاه چهاردهم را در چارت گائون به دست آورد. در این موزیک ویدیو، بازیگر کمپانی کیم گیو سون حضور داشت که در حال آماده شدن برای شب کریسمس بود در حالی که خاطرات کودکی‌اش را بازسازی می‌کرد.

### جلی کریسمس ۲۰۱۶
در ۱۳ دسامبر ۲۰۱۶ آهنگی با نام «افتادن» به عنوان بخشی از این پروژه و جلی‌باکس منتشر شد که در آن هنرمندانی همچون سو این گوک، ویکس، گوگودان، پارک یون ها، پارک جونگ آه، کیم گیو سون، کیم یه وون و جیئول حضور داشتند.

## لیست آهنگ‌ها
| جلی کریسمس | جلی کریسمس             | جلی کریسمس                                                                                     | جلی کریسمس |
| شماره      | نام                    | هنرمندان                                                                                       | مدت        |
| ---------- | ---------------------- | ---------------------------------------------------------------------------------------------- | ---------- |
| ۱.         | «زمان کریسمس»          | سونگ شی کیونگ، پارک هیو شین، سو این گوک، بریان جو، لیسا، پارک هاک کی، کیم هیونگ جونگ و کیون وو | ۴:۱۷       |
| ۲.         | «زمان کریسمس» (بی‌کلام) |                                                                                                | ۴:۱۷       |

| جلی کریسمس 2011 | جلی کریسمس 2011                         | جلی کریسمس 2011                                                                 | جلی کریسمس 2011 |
| شماره           | نام                                     | هنرمندان                                                                        | مدت             |
| --------------- | --------------------------------------- | ------------------------------------------------------------------------------- | --------------- |
| ۱.              | «کریسمس برای همه» (모두에게 크리스마스) | سونگ شی کیونگ، بریان جو، سو این گوک، پارک هاک کی، پارک جانگ هیون و هوانگ پراجکت | ۳:۳۵            |
| ۲.              | «کریسمس برای همه» (بی‌کلام)              |                                                                                 | ۳:۳۵            |

| جلی کریسمس ۲۰۱۲ پروژه قلب | جلی کریسمس ۲۰۱۲ پروژه قلب      | جلی کریسمس ۲۰۱۲ پروژه قلب                                 | جلی کریسمس ۲۰۱۲ پروژه قلب |
| شماره                     | نام                            | هنرمندان                                                  | مدت                       |
| ------------------------- | ------------------------------ | --------------------------------------------------------- | ------------------------- |
| ۱.                        | «چون کریسمسه» (크리스마스니까) | سونگ شی کیونگ، پارک هیو شین، لی سوک هون، سو این گوک، ویکس | ۳:۴۵                      |
| ۲.                        | «چون کریسمسه» (بی‌کلام)         |                                                           | ۳:۴۵                      |

| 겨울 고백 (جلی کریسمس ۲۰۱۳) | 겨울 고백 (جلی کریسمس ۲۰۱۳) | 겨울 고백 (جلی کریسمس ۲۰۱۳)                                | 겨울 고백 (جلی کریسمس ۲۰۱۳) |
| شماره                       | نام                         | هنرمندان                                                   | مدت                         |
| --------------------------- | --------------------------- | ---------------------------------------------------------- | --------------------------- |
| ۱.                          | «اعتراف زمستانه» (겨울고백) | ویکس، سونگ شی کیونگ، پارک هیو شین، سو این گوک، لیتل سیسترز | ۴:۰۶                        |

| جلی کریسمس ۲۰۱۵ – ۴랑 | جلی کریسمس ۲۰۱۵ – ۴랑   | جلی کریسمس ۲۰۱۵ – ۴랑                       | جلی کریسمس ۲۰۱۵ – ۴랑 |
| شماره                 | نام                     | هنرمندان                                    | مدت                   |
| --------------------- | ----------------------- | ------------------------------------------- | --------------------- |
| ۱.                    | «عشق در هوا» (사랑난로) | سو این گوک، ویکس، پارک جونگ آه، پارک یون ها | ۴:۲۰                  |
| ۲.                    | «عشق در هوا» (بی‌کلام)   |                                             | ۴:۲۰                  |

| جلی کریسمس ۲۰۱۶ | جلی کریسمس ۲۰۱۶                                 | جلی کریسمس ۲۰۱۶                                                                      | جلی کریسمس ۲۰۱۶ |
| شماره           | نام                                             | هنرمندان                                                                             | مدت             |
| --------------- | ----------------------------------------------- | ------------------------------------------------------------------------------------ | --------------- |
| ۱.              | «افتادن» (니가 내려와) (ترجمه: "تو پایین میای") | سو این گوک، ویکس، گوگودان، پارک یون ها، پارک جونگ آه، کیم گیو سون، کیم یه وون، جی‌یول | ۴:۰۹            |
| ۲.              | «افتادن» (بی‌کلام)                               |                                                                                      | ۴:۰۹            |

## تاریخ انتشار
| آهنگ                        | منطقه                    | فرمت           | تاریخ          | کمپانی |
| --------------------------- | ------------------------ | -------------- | -------------- | ------ |
| جلی کریسمس                  | کره جنوبی، در سراسر جهان | دانلود دیجیتال | ۶ دسامبر ۲۰۱۰  | جلی‌فیش |
| جلی کریسمس ۲۰۱۱             | کره جنوبی، در سراسر جهان | دانلود دیجیتال | ۲ دسامبر ۲۰۱۱  | جلی‌فیش |
| جلی کریسمس ۲۰۱۲ پروژه قلب   | کره جنوبی، در سراسر جهان | دانلود دیجیتال | ۵ دسامبر ۲۰۱۲  | جلی‌فیش |
| 겨울 고백 (جلی کریسمس ۲۰۱۳) | کره جنوبی، در سراسر جهان | دانلود دیجیتال | ۱۲ دسامبر ۲۰۱۳ | جلی‌فیش |
| جلی کریسمس ۲۰۱۵ – ۴랑       | کره جنوبی، در سراسر جهان | دانلود دیجیتال | ۱۵ دسامبر ۲۰۱۵ | جلی‌فیش |
| جلی کریسمس ۲۰۱۶             | کره جنوبی، در سراسر جهان | دانلود دیجیتال | ۱۳ دسامبر ۲۰۱۶ | جلی‌فیش |

## نمودار عملکرد
| سال  | عنوان                                   | وضعیت در نمودار | آلبوم                       | فروش (دانلود)   |
| سال  | عنوان                                   | گائون کره       | آلبوم                       | فروش (دانلود)   |
| ---- | --------------------------------------- | --------------- | --------------------------- | --------------- |
| ۲۰۱۰ | "زمان کریسمس"                           | ۲۵              | جلی کریسمس ۲۰۱۰             | —               |
| ۲۰۱۱ | "کریسمس برای همه" (모두에게 크리스마스) | ۲۷              | جلی کریسمس ۲۰۱۱             | - کره: ۴۰۷,۵۴۴+ |
| ۲۰۱۲ | "چون کریسمسه" (크리스마스니까)          | ۱               | جلی کریسمس ۲۰۱۲ پروژه قلب   | - کره: ۹۴۶,۳۸۸+ |
| ۲۰۱۳ | "اعتراف زمستانه" (겨울고백)             | ۱               | 겨울 고백 (جلی کریسمس ۲۰۱۳) | - کره: ۶۴۹,۱۵۰+ |
| ۲۰۱۵ | "عشق در هوا" (사랑난로)                 | ۱۴              | جلی کریسمس ۲۰۱۵ – ۴랑       | - کره: ۱۱۸,۳۸۶+ |
| ۲۰۱۶ | "افتادن" (니가 내려와)                  | ۳۴              | جلی کریسمس ۲۰۱۶             | - کره: ۵۲,۴۳۹+  |